# القطار القطبي السريع (فلم)
القطار القطبي السريع  (بالإنجليزية: The Polar Express) هو فيلم فنتازيا تم إنتاجه في الولايات المتحدة وصدر في سنة 2004. الفيلم من إخراج روبرت زيميكس.

## بطولة
- توم هانكس

## القصة
تحكي قصه الفيلم عن طفل لا يؤمن بوجود بابا نويل ليصحو ذات ليله فيجد قطاراً خارج عتبة منزله بانتظاره لينقله إلى القطب الجنوبي حيث يوجد سانتا وسيتعرف بثلاثة أطفال اخرين ليخوضو معاً تجربه مثيره ورائعه حيث يلتقي بسانتا ويأخذ هديته منه وهي عباره عن جرس صغير.

## الميزانية والإيرادات
بلغت تكلفة إنتاج الفيلم حوالي 165 مليون دولار بينما حقق أرباحا تقدر بـ 306,845,028 دولار.

## وصلات خارجية
- مقالات تستعمل روابط فنية بلا صلة مع ويكي بيانات

مغامرات حماسيه